# Hapalopus butantan
Hapalopus butantan är en spindelart som först beskrevs av Pérez-Miles 1998.  Hapalopus butantan ingår i släktet Hapalopus och familjen fågelspindlar. Inga underarter finns listade i Catalogue of Life.